# Liste der Stolpersteine in der Provinz Savona

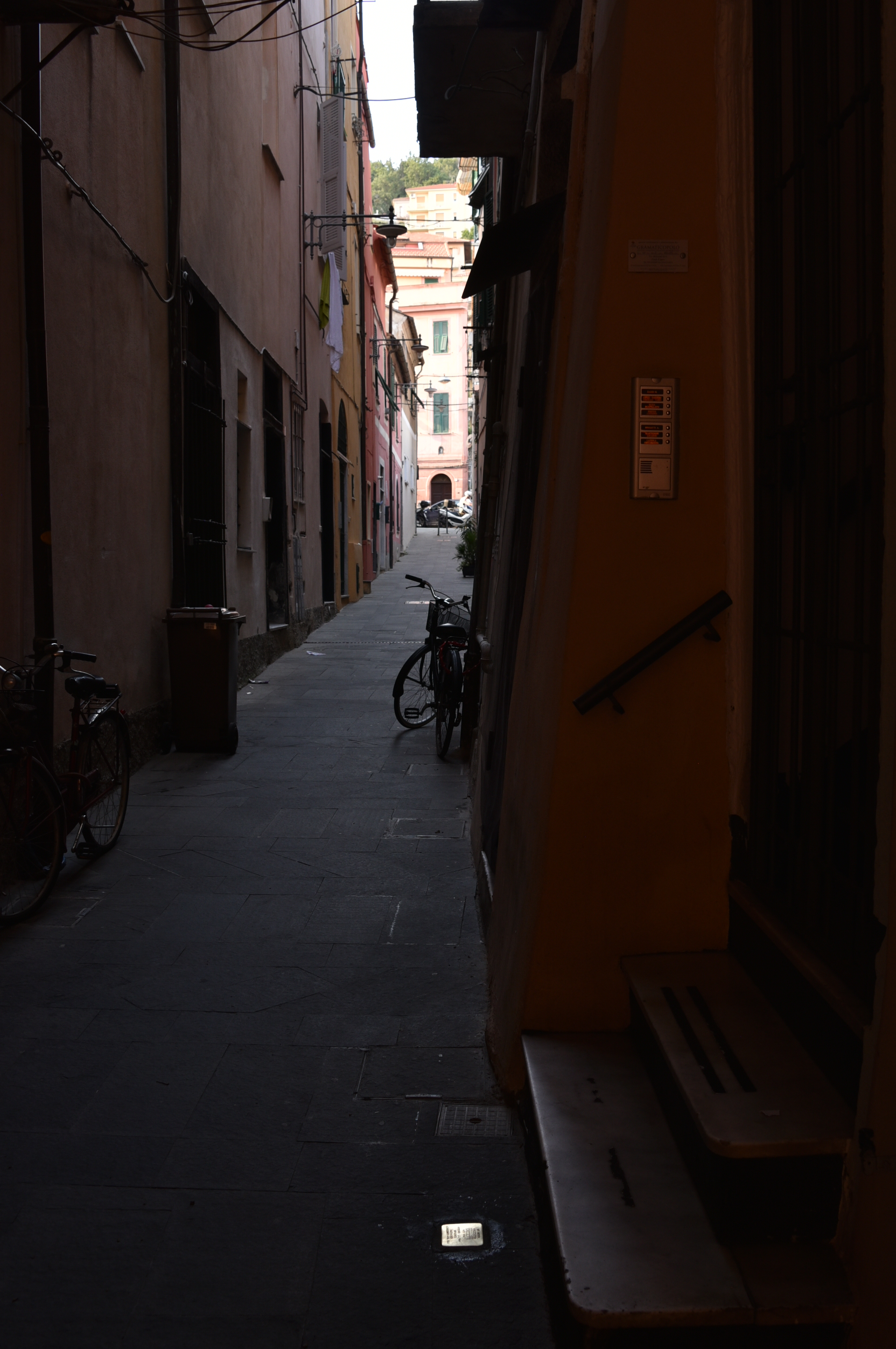
Stolperstein in Finale Ligure

Die Liste der Stolpersteine in der Provinz Savona enthält die Stolpersteine in der italienischen Provinz Savona, die an das Schicksal der Menschen aus dieser Region erinnern, die von Nationalsozialisten ermordet, deportiert, vertrieben oder in den Suizid getrieben wurden. Die Stolpersteine wurden von Gunter Demnig verlegt; deren Name lautet auf Italienisch pietre d'inciampo.
Die ersten Verlegungen in dieser Provinz erfolgten am 21. Januar 2019 in Finale Ligure.

## Verlegte Stolpersteine

### Albisola Superiore
In Albisola Superiore wurden zwei Stolpersteine verlegt.
| Stolperstein | Übersetzung | Verlegeort                          | Name, Leben                           |
| ------------ | ----------- | ----------------------------------- | ------------------------------------- |
|              |             | Piazza Mameli, 1 Albisola Superiore | Angelo Francesco Vezzolla (1901–1945) |
|              |             | Piazza Mameli, 1 Albisola Superiore | Eugenio Vezzolla (1901–1945)          |

### Celle Ligure
In Celle Ligure wurde am 27. Januar 2023 ein Stolperstein verlegt.
| Stolperstein | Übersetzung                                                                                   | Verlegeort              | Name, Leben |
| ------------ | --------------------------------------------------------------------------------------------- | ----------------------- | --- |
|              | HIER WOHNTE ANGELO ARECCO GEBOREN 1900 VERHAFTET 1.3.1944 DEPORTIERT GUSEN ERMORDET 23.4.1945 | Via Trento Celle Ligure | Angelo Arecco wurde am 19. Juni 1900 in Celle Ligure geboren. Am 1. März 1944 beteiligte er sich, wie 500.000 bis eine Million anderer Arbeiter, an einem Generalstreik, der sich gegen die deutschen Besatzer richtete, als Reaktion wurden 2.000 Arbeiter festgenommen und in Konzentrationslager deportiert. Zu den Verhafteten gehörte auch Angelo Arecco, der in das Konzentrationslager Gusen deportiert wurde. Angelo Arecco wurde dort am 23. April 1944 ermordet, wenige Tage vor der Befreiung des Lagers. |

### Finale Ligure
In Finale Ligure wurden vier Stolpersteine an drei Adressen verlegt.

Die Tabelle ist teilweise sortierbar; die Grundsortierung erfolgt alphabetisch nach dem Familiennamen.
| Stolperstein | Übersetzung                                                                                          | Verlegeort                  | Name, Leben |
| ------------ | --- | --------------------------- | --- |
|              | HIER WOHNTE ANTONIO ARNALDI JG. 1925 VERHAFTET 1.3.1944 DEPORTIERT 1944 MAUTHAUSEN BEFREIT           | Via Cristoforo Colombo, 9 · | Antonio Arnaldi wurde 1925 in Finale Ligure geboren. Er wurde am 1. März 1944, in der Folge eines Generalstreiks in ganz Italien, verhaftet. Sie brachten ihn zuerst zum Verhör in das Ospizio Morello, später nach Genua in die Villa di Negro. In der Folge wurde er in das Gefängnis San Vittore in Mailand überstellt, später nach Bergamo. In einem Viehwagen wurde er zum Bahnhof Betracht und von dort in das KZ Mauthausen deportiert. Seine Häftlingsnummer war 58.673. Er musste Zwangsarbeit im Außenlager Gusen verrichten. Gemeinsam mit anderen Gefangenen musste er das neue Außenlager Gusen II errichten. Danach musste er bei Steyr Mannlicher Waffen fertigen. Zuletzt war er Zwangsarbeiter der Firma Messerschmitt. Er wurde am 5. Mai 1945 befreit und kehrte in seine Heimat zurück. Antonio Arnaldi starb 2015. |
|              | HIER WOHNTE GIOVANNI FRATTINI JG. 1917 VERHAFTET 1.3.1944 DEPORTIERT 1944 MAUTHAUSEN BEFREIT         | Via Pertica, 16 ·           | Giovanni Frattini wurde 1917 geboren. Er war der Bruder von Italo Frattini (siehe unten). Er wurde am 1. März 1944, in der Folge eines Generalstreiks in ganz Italien, verhaftet und vom NS-Regime in das KZ Mauthausen deportiert. Er wurde im Mai 1945 befreit. Seit 2015 trägt ein Saal im neuen Gebäude des Croce Bianca in Finale Ligure seinen Namen. |
|              | HIER WOHNTE ITALO FRATTINI JG. 1914 VERHAFTET 1.3.1944 DEPORTIERT MAUTHAUSEN ERMORDET 30.7.1944      | Via Pertica, 16 ·           | Italo Frattini wurde am 26. Oktober 1914 geboren. Er war der Bruder von Giovanni Frattini (siehe oben). Er wurde am 1. März 1944, in der Folge eines Generalstreiks in ganz Italien, verhaftet und vom NS-Regime in das KZ Mauthausen deportiert. Italo Frattini wurde vom NS-Regime am 30. Juli 1944 in Gusen, einem Außenlager von Mauthausen, ermordet. Sein Name findet sich auf zwei Gedenktafeln in Finale Ligure, in der Via Pertica 35 und an der Fassade des Palazzo Comunale. |
|              | HIER WOHNTE GOFFREDO SCACCIOTTI JG. 1894 VERHAFTET 1.3.1944 DEPORTIERT MAUTHAUSEN ERMORDET 4.12.1944 | Vico Serra, 2 ·             | Goffredo Scacciotti wurde am 26. Juni 1894 in Rio Marina geboren, einem Dorf auf der Insel Elba . Er wurde vom NS-Regime verhaftet, in das KZ Mauthausen deportiert und am 10. April 1944 in der Tötungsanstalt Hartheim ermordet. [ 8 ] Sein Name findet sich auf zwei Gedenktafeln in Finale Ligure, in der Via Pertica 35 und an der Fassade des Palazzo Comunale. |

### Laigueglia
In Laigueglia wurde am 8. Juni 2022 ein Stolperstein verlegt.
| Stolperstein | Übersetzung                                                                                         | Verlegeort                  | Name, Leben |
| ------------ | --------------------------------------------------------------------------------------------------- | --------------------------- | --- |
|              | HIER ARBEITETE EGIDIO PAVIA GEBOREN 1879 VERHAFTET 15.4.1944 DEPORTIERT AUSCHWITZ ERMORDET 2.8.1944 | Piazza Garibaldi Laigueglia | Egidio Pavia wurde am 24. April 1879 in Gorizia geboren. Seine Eltern waren Abramo Pavia und Emilia Rocca. Egidio Pavia heiratete Santa Maria Holyar. Am 15. April 1944 wurde er in Laigueglia verhaftet, in Genua inhaftiert und von dort in das Durchgangslager Fossoli überführt. Am 2. August 1944 wurde er mit dem Convoi Nr. 14 in das Vernichtungslager Auschwitz deportiert. Der Convoi benötigte vier Tage für die Fahrt. Egidio Pavia wurde am Tag des Eintreffens im Lager, dem 6. August 1944 ermordet. |

## Verlegedaten
Die Verlegungen in der Provinz Savona erfolgten an folgenden Tagen:
- 21. Januar 2019: Finale Ligure
- 8. Juni 2022: Laigueglia
- 27. Januar 2023: Celle Ligure
- 4. Februar 2025: Albisola Superiore